# بونویل (آرکانزاس)
بونویل(به انگلیسی: Booneville) یکی از شهرهای ایالت آرکانزاس در آمریکا می‌باشد . این شهر در شهرستان لوگان قرار دارد. جمعیت این شهر در سال ۲۰۱۰، ۳٬۹۹۰ نفر براورد شد.